# Symphonie no 12 de Joseph Haydn
Pour les articles homonymes, voir Symphonie no 12.
La Symphonie no 12 en mi majeur Hob. I:12 est une symphonie du compositeur autrichien Joseph Haydn, composée en 1763.

## Analyse de l'œuvre
La symphonie comporte trois mouvements:
1. Allegro
2. Adagio
3. Presto

Durée approximative : 17 minutes.

## Instrumentation
- deux hautbois, un basson, deux cors, cordes, continuo.